# Contea di Pinellas
La contea di Pinellas (in inglese Pinellas County) è una contea della Florida, negli Stati Uniti. Il suo capoluogo amministrativo è Clearwater.
L'intera contea fa parte della Metropolitan Statistical Area di Tampa-St.Petersburg-Clearwater.

## Geografia fisica
La Contea di Pinellas sostanzialmente è una penisola che divide la baia di Tampa dal Golfo del Messico e comprende anche una piccola parte al di fuori della penisola stessa.
La contea ha un'area di 1.574 km² di cui il 53,94% è coperta da acque interne. Confina con:
- Contea di Pasco - nord
- Contea di Hillsborough - est

## Storia
La Contea di Pinellas venne creata nel 1911 dalla Contea di Hillsborough e fu chiamata così dallo spagnolo "Punta Piñal".

## Comuni
La contea di Pinellas conta 24 amministrazioni comunali, di cui 17 con lo status di city e sette con quello di town:

Comuni nella contea di Pinellas

1. Belleair - town
2. Belleair Beach - city
3. Belleair Bluffs - city
4. Belleair Shore - town
5. Clearwater - city
6. Dunedin - city
7. Gulfport - city
8. Indian Rocks Beach - city
9. Indian Shores - town
10. Kenneth City - town
11. Largo - city
12. Madeira Beach - city
13. North Redington Beach - town
14. Oldsmar - city
15. Pinellas Park - city
16. Redington Beach - town
17. Redington Shores - town
18. Safety Harbor - city
19. Seminole - city
20. South Pasadena - city
21. St. Pete Beach - city
22. Saint Petersburg - city
23. Tarpon Springs - city
24. Treasure Island - city

### Census-designated place
- Bardmoor
- Bay Pines
- Bear Creek
- East Lake
- Feather Sound
- Greenbriar
- Harbor Bluffs
- Lealman
- Palm Harbor
- Ridgecrest
- South Highpoint
- Tierra Verde
- West Lealman

## Monumenti e luoghi d'interesse
Fort De Soto Park, è un parco esteso su 5 isole a sud ovest della contea, in passato usate per fortificazioni militari e ad oggi trasformate in museo.

### Evoluzione demografica

Situazione demografica

## Politica
| Anno | Repubblicani | Democratici | Altri |
| ---- | ------------ | ----------- | ----- |
| 1988 | 57,8%        | 41,7%       | 0,5%  |
| 1992 | 37,6%        | 38%         | 24,4% |
| 1996 | 40,4%        | 49,1%       | 10,4% |
| 2000 | 46,4%        | 50,3%       | 3,3%  |
| 2004 | 49,6%        | 49,5%       | 0,9%  |
| 2008 | 45,0%        | 53,0%       | 2,0%  |
| 2012 | 46,5%        | 52,0%       | 1,5%  |